# Skomakarsjön
Skomakarsjön är en sjö i Hällefors kommun i Västmanland och ingår i Göta älvs huvudavrinningsområde. Sjön har en area på 0,566 kvadratkilometer och ligger 203,1 meter över havet. Sjön avvattnas av Sävälven till Sävenforsdammen och sjön Norr-Älgen.

## Delavrinningsområde
Skomakarsjön ingår i det delavrinningsområde (664333-143048) som SMHI kallar för Ovan VDRID = Sävälven i Sikforsåns vattendragsyta. Medelhöjden är 244 meter över havet och ytan är 20,5 kvadratkilometer. Räknas de 12 avrinningsområdena uppströms in blir den ackumulerade arean 188,1 kvadratkilometer. Sikforsån som avvattnar avrinningsområdet har biflödesordning 3, vilket innebär att vattnet flödar genom totalt 3 vattendrag innan det når havet efter 372 kilometer. Avrinningsområdet består mestadels av skog (78 procent). Avrinningsområdet har 1,74 kvadratkilometer vattenytor vilket ger det en sjöprocent på 8,5 procent.